# Regiões geográficas da República Dominicana
A República Dominicana é dividida em 3 Regiões Geográficas e em seguida, é dividida em 9 sub regiões geográficas. Quando o país estava para ser independente, as regiões eram as antigas províncias.
| Regiões  | Regiões Geográficas | Sub Regiões    | Províncias             | Capital Provincial           |
| -------- | ------------------- | -------------- | ---------------------- | ---------------------------- |
| El Cibao | Cibao               | Cibao Noreste  | Duarte                 | San Francisco de Macorís     |
| El Cibao | Cibao               | Cibao Noreste  | Hermanas Mirabal       | Salcedo                      |
| El Cibao | Cibao               | Cibao Noreste  | María Trinidad Sánchez | Nagua                        |
| El Cibao | Cibao               | Cibao Noreste  | Samaná                 | Samaná                       |
| El Cibao | Cibao               | Cibao Norte    | Santiago               | Santiago de los Caballeros   |
| El Cibao | Cibao               | Cibao Norte    | Espaillat              | Moca                         |
| El Cibao | Cibao               | Cibao Norte    | Puerto Plata           | San Felipe de Puerto Plata   |
| El Cibao | Cibao               | Cibao Sur      | La Vega                | Concepción de La Vega        |
| El Cibao | Cibao               | Cibao Sur      | Sánchez Ramírez        | Cotuí                        |
| El Cibao | Cibao               | Cibao Sur      | Monseñor Nouel         | Bonao                        |
| El Cibao | Cibao               | Cibao Noroeste | Valverde               | Santa Cruz de Mao            |
| El Cibao | Cibao               | Cibao Noroeste | Monte Cristi           | San Fernando de Monte Cristi |
| El Cibao | Cibao               | Cibao Noroeste | Santiago Rodríguez     | San Ignacio de Sabaneta      |
| El Cibao | Cibao               | Cibao Noroeste | Dajabón                | Dajabón                      |
| Sur      | Sur                 | Valdesia       | Azua                   | Azua de Compostela           |
| Sur      | Sur                 | Valdesia       | Peravia                | Baní                         |
| Sur      | Sur                 | Valdesia       | San Cristóbal          | San Cristóbal                |
| Sur      | Sur                 | Valdesia       | San José de Ocoa       | San José de Ocoa             |
| Sur      | Sur                 | El Valle       | Elías Piña             | Comendador                   |
| Sur      | Sur                 | El Valle       | San Juan               | San Juan de la Maguana       |
| Sur      | Sur                 | Enriquillo     | Barahona               | Santa Cruz de Barahona       |
| Sur      | Sur                 | Enriquillo     | Bahoruco               | Neiba                        |
| Sur      | Sur                 | Enriquillo     | Independencia          | Jimaní                       |
| Sur      | Sur                 | Enriquillo     | Pedernales             | Pedernales                   |
| Sur      | Sur                 | Ozama          | Distrito Nacional      | São Domingos                 |
| Sur      | Sur                 | Ozama          | Santo Domingo          | Santo Domingo Este           |
| Sur      | Sur                 | Higüamo        | Monte Plata            | Monte Plata                  |
| Sur      | Oriental            | Higüamo        | San Pedro de Macorís   | San Pedro de Macorís         |
| Sur      | Oriental            | Higüamo        | Hato Mayor             | Hato Mayor del Rey           |
| Sur      | Oriental            | Yuma           | El Seibo               | Santa Cruz de El Seibo       |
| Sur      | Oriental            | Yuma           | La Romana              | La Romana                    |
| Sur      | Oriental            | Yuma           | La Altagracia          | Higüey                       |